# Propoziție (filozofie)
O propoziție (sau judecată) este un concept central în filozofia limbajului, semantică, logică și domenii conexe, adesea caracterizat ca principalul purtător de adevăr sau falsitate. Propozițiile sunt adesea caracterizate și ca fiind genul de lucru pe care îl denotă propozițiile declarative. De exemplu, propoziția „Cerul este albastru” denotă propoziția că cerul este albastru. Cu toate acestea, este crucial ca propozițiile să nu fie ele însele expresii lingvistice. De exemplu, propoziția engleză „Snow is white” denotă aceeași propoziție ca și propoziția germană „Schnee ist weiß”, chiar dacă cele două propoziții nu sunt aceleași. În mod similar, propozițiile pot fi caracterizate și ca obiecte ale credinței și altor atitudini propoziționale. De exemplu, dacă cineva crede că cerul este albastru, ceea ce crede este propoziția că cerul este albastru. O propoziție poate fi gândită și ca un fel de idee: Collins Dictionary are o definiție pentru propoziție ca "o afirmație sau o idee pe care oamenii o pot lua în considerare sau discuta dacă este adevărată”.
Propozițiile sunt adesea modelate ca funcții care asociază o lume posibilă cu o valoare de adevăr. De exemplu, propoziția că cerul este albastru poate fi modelată ca o funcție care ar returna valoarea de adevăr {\displaystyle A} dacă i s-ar da lumea actuală ca input, dar ar returna {\displaystyle F} dacă i s-ar da o altă lume în care cerul este verde. Cu toate acestea, au fost propuse o serie de formalizări alternative, în special punctul de vedere al propozițiilor structurate.
Propozițiile au jucat un rol important în istoria logicii, lingvisticii, filozofiei limbajului și a disciplinelor conexe. Unii cercetători au îndoieli cu privire la posibilitatea unei definiții consistente a propoziționalității, David Lewis⁠(d) remarcând chiar că „concepția pe care o asociem cu cuvântul 'propoziție' poate fi un amestec de desiderate conflictuale”. Termenul este adesea folosit în sens larg și a fost folosit pentru a se referi la diverse concepte conexe.

## Utilizare istorică

### De Aristotel
Logica aristoteliană identifică o propoziție categorică ca o propoziție care afirmă sau neagă un predicat al unui subiect, opțional cu ajutorul unui verb copulativ. O propoziție aristoteliană poate lua forma „Toți oamenii sunt muritori” sau „Socrate este un om”. În primul exemplu, subiectul este „oameni”, predicatul este „mortal” și verbul copulativ este „sunt", în timp ce în al doilea exemplu, subiectul este „Socrate”, predicatul este „un om” și verbul copulativ este „este”.

### De către pozitiviștii logici
Adesea, propozițiile sunt asociate cu formule închise (sau propoziții logice) pentru a le distinge de ceea ce este exprimat printr-o formulă deschisă. În acest sens, propozițiile sunt „enunțuri” care sunt purtătoare de adevăr. Această concepție a unei propoziții a fost susținută de școala filozofică a pozitivismului logic.
Unii filozofi susțin că unele (sau toate) tipurile de vorbire sau acțiuni, în afară de cele declarative, au și conținut propozițional. De exemplu, întrebările da-nu prezintă propoziții, fiind interogări asupra valorii de adevăr a acestora. Pe de altă parte, unele semne pot fi afirmații declarative ale propozițiilor, fără a forma o propoziție sau chiar fără a fi lingvistice (de exemplu, semnele de circulație transmit un sens definit care este fie adevărat, fie fals).
Propozițiile sunt, de asemenea, vorbite ca conținut al credințelor și al atitudinilor intenționale similare, precum dorințele, preferințele și speranțele. De exemplu, „îmi doresc să am o mașină nouă” sau „mă întreb dacă va ninge” (sau dacă este cazul că „va ninge”). Dorința, credința, îndoiala și așa mai departe sunt astfel numite atitudini propoziționale atunci când iau acest gen de conținut.

### De Russell
Bertrand Russell a susținut că propozițiile erau entități structurate cu obiecte și proprietăți ca componente. O diferență importantă între punctul de vedere al lui Ludwig Wittgenstein (conform căruia o propoziție este mulțimea de lumi posibile/stări de lucruri în care este adevărată) este că, în cazul lui Russell, două propoziții care sunt adevărate în toate aceleași stări de lucruri pot fi încă diferențiate. De exemplu, propoziția „doi plus doi este egal cu patru” este distinctă, conform punctului de vedere al lui Russell, de propoziția „trei plus trei este egal cu șase”. Dacă propozițiile sunt mulțimi de lumi posibile, totuși, atunci toate adevărurile matematice (și toate celelalte adevăruri necesare) sunt aceeași mulțime (mulțimea tuturor lumilor posibile).

## Caracteristici
Caracteristicile principale ale propoziției în filozofie sunt:
- Conținut cognitiv: Propozițiile reprezintă idei, gânduri sau afirmații care au un anumit sens și pot fi evaluate din punctul de vedere al adevărului.
- Valoare de adevăr: Fiecare propoziție este fie adevărată, fie falsă, aceasta fiind una dintre caracteristicile fundamentale ale propozițiilor în logică și filozofie. De exemplu, propoziția „Toți oamenii sunt muritori” este adevărată, iar propoziția „Toți oamenii sunt nemuritori” este falsă.
- Independență față de limbaj: Deși propozițiile sunt exprimate prin propoziții gramaticale în limbajul natural, ele nu se reduc la acestea. Două propoziții gramaticale diferite pot exprima aceeași propoziție filozofică dacă au același conținut de adevăr. De exemplu, propoziția „Zăpada este albă” în română și „Snow is white” în engleză exprimă aceeași propoziție.
- Rolul în logică: Propozițiile sunt folosite în structuri logice, cum ar fi argumentele și silogismele. Ele pot fi combinate prin conectori logici (precum „și”, „sau”, „dacă... atunci...”) pentru a forma raționamente complexe.

## Relația cu mintea
În relație cu mintea, propozițiile sunt discutate în principal așa cum se încadrează în atitudini propoziționale. Atitudinile propoziționale sunt pur și simplu atitudini caracteristice psihologiei populare (credință, dorință etc.) pe care cineva o poate adopta față de o propoziție (de exemplu, 'plouă', 'zăpada este albă' etc.). În limba engleză, propozițiile urmează de obicei atitudinile psihologice populare printr-o „clauză that” (de exemplu, „Jane believes that it is raining”). În filozofia minții și în psihologie, stările mentale sunt adesea considerate a consta în principal din atitudini propoziționale. Propozițiile se spune că sunt „conținutul mental” al atitudinii. De exemplu, dacă Jane are o stare mentală de a crede că plouă, conținutul ei mental este propoziția 'plouă'. Mai mult, deoarece astfel de stări mentale sunt despre ceva (și anume, propoziții), se spune că sunt stări mentale intenționate.
Explicarea relației propozițiilor cu mintea este deosebit de dificilă pentru perspectivele non-mentaliste asupra propozițiilor, precum cele ale pozitiviștilor logici și Russell descrise mai sus, și punctul de vedere al lui Gottlob Frege că propozițiile sunt entități platoniste, adică existente într-un domeniu abstract, non-fizic. Astfel, unele perspective recente asupra propozițiilor le-au considerat mentale. Deși propozițiile nu pot fi gânduri particulare, deoarece acestea nu sunt partajabile, ele ar putea fi tipuri de evenimente cognitive sau proprietăți ale gândurilor (care ar putea fi aceleași pentru diferiți gânditori).
De asemenea, recentele dezbateri filozofice înconjurând propozițiile în relație cu atitudinile propoziționale s-au concentrat pe întrebarea dacă acestea sunt interne sau externe agentului sau dacă sunt entități dependente de minte sau independente de minte. Pentru mai multe, consultați intrarea despre internalism și externalism⁠(d) în filozofia minții.

## Tratamentul în logică

### Logica aristoteliană
După cum s-a menționat mai sus, în logica aristoteliană o propoziție este un anumit tip de propoziție (o propoziție declarativă) care afirmă sau neagă un predicat al unui subiect, opțional cu ajutorul unui verb copulativ. Propozițiile aristoteliene iau forme precum „Toți oamenii sunt muritori” și „Socrate este un om”.

### Caracterizare sintactică
În logica modernă, termenul „propoziție” este adesea folosit pentru propozițiile unui limbaj formal. În acest uz, propozițiile sunt sintactice formale care pot fi studiate independent de semnificația pe care ar primi-o dintr-o semantică. Propozițiile sunt numite și propoziții, enunțuri, forme de enunț, formule și formule bine formate, deși acești termeni nu sunt de obicei sinonimi într-un singur text.
Un limbaj formal începe cu diferite tipuri de simboluri. Aceste tipuri pot include variabile, operatori, simboluri de funcție, simboluri de predicat (sau relație), cuantificatori și constante propoziționale. (Simbolurile de grupare, cum ar fi delimitatorii, sunt adesea adăugate pentru comoditate în utilizarea limbajului, dar nu joacă un rol logic.) Simbolurile sunt concatenate împreună conform unor reguli recursive, pentru a construi șiruri cărora li se vor atribui valori de adevăr. Regulile specifică modul în care operatorii, simbolurile de funcție și predicat și cuantificatorii trebuie să fie concatenați cu alte șiruri. O propoziție este apoi un șir cu o formă specifică. Forma pe care o ia o propoziție depinde de tipul de logică.
Tipul de logică numită logică propozițională sau logică a enunțurilor include doar operatori și constante propoziționale ca simboluri în limbajul său. Propozițiile din acest limbaj sunt constante propoziționale, care sunt considerate propoziții atomice, și propoziții compuse (sau compuse), care sunt compuse prin aplicarea recursivă a operatorilor la propoziții. Aplicația aici este pur și simplu o modalitate scurtă de a spune că regula de concatenare corespunzătoare a fost aplicată
Tipurile de logici numite logică predicativă, cuantificatoare sau de ordinul n includ variabile, operatori, simboluri de predicat și funcție și cuantificatori ca simboluri în limbajele lor. Propozițiile din aceste logici sunt mai complexe. În primul rând, se începe de obicei prin definirea unui termen după cum urmează:
1. o variabilă; sau
2. Un simbol de funcție aplicat numărului de termeni necesar de aritatea simbolului de funcție.

De exemplu, dacă + este un simbol de funcție binară și x, y și z sunt variabile, atunci x+(y + z) este un termen, care poate fi scris cu simbolurile în diferite ordine. După ce este definit un termen, o propoziție poate fi apoi definită după cum urmează:
1. Un simbol de predicat aplicat numărului de termeni necesar de aritatea sa sau
2. Un operator aplicat numărului de propoziții necesar de aritatea sa sau
3. Un cuantificator aplicat unei propoziții.

De exemplu, dacă = este un simbol de predicat binar și ∀ este un cuantificator, atunci ∀ x, y, z [( x = y ) → ( x + z = y + z )] este o propoziție. Această structură mai complexă a propozițiilor permite acestor logici să facă distincții mai fine între inferențe, adică să aibă o putere expresivă mai mare.

### Caracterizare semantică
Propozițiile sunt în general înțelese semantic ca funcții indicatoare care preiau o lume posibilă și returnează o valoare de adevăr. De exemplu, propoziția că cerul este albastru ar putea fi reprezentată ca o funcție {\displaystyle f} astfel încât {\displaystyle f(w)=A} pentru fiecare lume {\displaystyle w,} dacă există, unde cerul este albastru, și {\displaystyle f(v)=F} pentru fiecare lume {\displaystyle v,} dacă există, unde nu este. O propoziție poate fi modelată echivalent cu imaginea inversă a lui {\displaystyle A} sub funcția indicator, care este uneori numită mulțimea caracteristică a propoziției. De exemplu, dacă {\displaystyle w} și {\displaystyle w'} sunt singurele lumi în care cerul este albastru, propoziția că cerul este albastru ar putea fi modelată ca mulțimea {\displaystyle \{w,w'\}}.
Au fost propuse numeroase rafinări și noțiuni alternative de propoziționalitate, inclusiv propoziții iscoditoare și propoziții structurate. Propozițiile se numesc propoziții structurate dacă au componente, într-un sens larg. Presupunând o perspectivă structurată asupra propozițiilor, se poate distinge între propozițiile singulare (sau propozițiile russelliene, numite după Bertrand Russell) care sunt despre un anumit individ, propozițiile generale, care nu sunt despre niciun individ particular, și propozițiile particularizate, care sunt despre un anumit individ, dar nu conțin acel individ ca componentă.

## Obiecții la propoziții
Încercările de a oferi o definiție viabilă a propoziției includ următoarele:
Două propoziții declarative semnificative exprimă aceeași propoziție dacă și numai dacă înseamnă același lucru.
care definește propoziția în termeni de sinonimie. De exemplu, „Snow is white” (în engleză) și „Schnee ist weiß” (în germană) sunt propoziții diferite, dar spun același lucru, astfel încât exprimă aceeași propoziție. O altă definiție a propoziției este:
Două propoziții declarative semnificative exprimă aceeași propoziție dacă și numai dacă înseamnă același lucru.
Definițiile de mai sus pot duce la apariția a două propoziții/propoziții identice care par să aibă același sens și, astfel, să exprime aceeași propoziție și totuși să aibă valori de adevăr diferite, ca în „Eu sunt Spartacus” spus de Spartacus și spus de John Smith și „Este miercuri” spus într-o miercuri și într-o joi. Aceste exemple reflectă problema ambiguității în limbajul comun, rezultând o echivalență greșită a afirmațiilor. „Eu sunt Spartacus” spus de Spartacus este declarația că individul care vorbește se numește Spartacus și este adevărat. Când este spus de John Smith, este o declarație despre un alt vorbitor și este fals. Termenul „eu” înseamnă lucruri diferite, astfel încât „Eu sunt Spartacus” înseamnă lucruri diferite.
O problemă similară apare atunci când propozițiile identice au aceeași valoare de adevăr, dar exprimă propoziții diferite. Propoziția „Eu sunt filozof” ar fi putut fi spusă atât de Socrate, cât și de Platon. În ambele cazuri, afirmația este adevărată, dar înseamnă ceva diferit.
Aceste probleme sunt abordate în logica predicativă prin utilizarea unei variabile pentru termenul problematic, astfel încât „X este filozof” poate avea Socrate sau Platon substituit pentru X, ilustrând că „Socrate este filozof” și „Platon este filozof” sunt propoziții diferite. În mod similar, „Eu sunt Spartacus” devine „X este Spartacus”, unde X este înlocuit cu termeni reprezentând indivizii Spartacus și John Smith.
Cu alte cuvinte, problemele de exemplu pot fi evitate dacă propozițiile sunt formulate cu precizie astfel încât termenii lor să aibă semnificații fără ambiguități.
Un număr de filozofi și lingviști susțin că toate definițiile unei propoziții sunt prea vagi pentru a fi utile. Pentru ei, este doar un concept înșelător care ar trebui eliminat din filozofie și semantică. W.V. Quine, care a recunoscut existența mulțimilor în matematică, a susținut că indeterminarea traducerii a împiedicat orice discuție semnificativă despre propoziții și că acestea ar trebui abandonate în favoarea enunțului.  Pe de altă parte, P.F. Strawson⁠(d) a susținut utilizarea termenului „afirmație”.